# Henry Martín
Henry Josué Martín Mex (Mérida, 18 de novembro de 1992) é um futebolista mexicano que atua como atacante. Atualmente joga pelo Club de Fútbol América. 

## Carreira
Martín começou sua carreira profissional em 2013 no clube de sua cidade natal, o Mérida. Ele fez sua estreia profissional com a primeira equipe em 13 de julho de 2013, contra o Delfines del Carmen, quando foi substituído por José Luis Pineda nos segundos finais da partida. Henry foi transferido para Tijuana para a temporada do Apertura 2014. Em 13 de dezembro de 2017, Martín ingressou no América, reunindo-se com o ex-técnico do Tijuana, Miguel Herrera.

## Títulos
América
- Liga MX: Apertura 2018
- Copa México: Clausura 2019
- Campeón de Campeones: 2019
- Campeones Cup: 2024

México
- Jogos Olímpicos: 2020 (medalha de bronze)
- Copa Ouro da CONCACAF: 2023